# Marco Confortola
Marco Confortola (Valfurva, 22 maggio 1971) è un alpinista italiano.

## Biografia
Nel 1993 ha conseguito il titolo di Guida Alpina Internazionale certificata UIAGM, mentre nel 1995 è diventato Maestro di sci nella disciplina alpina. Dal 1989 è membro del CNSAS (Corpo Nazionale Soccorso Alpino e Speleologico), ruolo che lo ha portato a specializzarsi come tecnico di elisoccorso presso la base operativa di Caiolo, consolidando così la sua esperienza nel soccorso. Nel maggio 2008 partecipa alla spedizione Share Everest 2008 durante la quale, insieme a Silvio Mondinelli e Michele Enzio, colloca sul Colle Sud dell'Everest a 8000 m la stazione meteorologica più alta della Terra.
Nel luglio successivo parte per l'ascesa del K2, insieme al connazionale Roberto Manni. Il 1º agosto successivo raggiunge la vetta, ma, a causa del crollo di un seracco sul "collo di bottiglia", è costretto a bivaccare una notte in una buca a 8400 m. con Gerard McDonnell e Meherban Karim. In quelle ore moriranno undici alpinisti, tra i quali lo stesso irlandese. Confortola, grazie all'aiuto di Pemba Gyalje Sherpa sopraggiunto per salvarlo, riesce a raggiungere il campo IV e poi il campo base, mentre quasi tutti gli altri moriranno nel così chiamato disastro del K2. Ricoverato per i congelamenti riportati, subisce l'amputazione di tutte le dita dei piedi, ed è costretto a passare dallo scarpone numero 43 al numero 35.
Successivamente all'incidente, nel 2012 conquista il Manaslu e nel 2013 il Lhotse. Nel 2014 si ferma a 200 metri dalla vetta del Kangchenjunga. Il 23 maggio 2016 raggiunge la vetta del Makalu in compagnia del valdostano Marco Camandona, al suo nono ottomila. Il 20 maggio 2017 raggiunge la cima del suo decimo ottomila, il Dhaulagiri La vetta del Dhaulagiri da parte di Confortola è confermata nell'Himalayan Database e ha ottenuto la certificazione ufficiale.
Notevole l'intervento di salvataggio, operato dallo stesso Confortola con i piloti trentini Piergiorgio Rosati e Michele Calovi, di alcuni alpinisti bloccati sulla montagna, effettuato con un elicottero, tramite baricentrico di 10 metri il 22 maggio 2017, nonostante la stanchezza accumulata per la salita e successiva discesa al Campo Base.

## Carriera alpinistica
- 2001 - Parete nord Pizzo Tresero: discesa con gli sci.
- 2002 - Concatenamento 5 pareti nord in solitaria: Pizzo Tresero, Pedranzini, Dosegu, San Matteo, Cadini.
- 2003 - Parete nord San Matteo: discesa con gli sci.
- 2003 - Parete nord Ortler: prima ripetizione della discesa con gli sci.
- 2004 - Everest (8.848 m), versante nord - Primo valtellinese in vetta, in compagnia di Tarcisio Bellò usando l'ossigeno negli ultimi 500 m[10] (1º ottomila).
- 2005 - Concatenamento 4 pareti nord in solitaria: Ortler, Gran Zebrù, Piccolo Zebrù, Pizzo Tresero.
- 2005 - Shisha Pangma (cima centrale, 8.008  m).
- 2006 - Shisha Pangma (cima principale, 8.027  m) - Raggiunta la vetta il 9 maggio con Silvio Mondinelli, Enzio e Gobbi[11] (2º ottomila).
- 2006 - Annapurna I (8.091 m), versante nord - Raggiunta la vetta il 12 ottobre con Marco Camandona[12] (3º ottomila).
- 2007 - Cho Oyu (8.201 m) - Raggiunta la vetta il 5 maggio con una salita veloce campo base-cima-campo base in 26 ore, in compagnia di Silvio Mondinelli[13] (4º ottomila).
- 2007 - Broad Peak (8.047 m) - Raggiunta la vetta il 12 luglio insieme ad un nutrito gruppo di alpinisti tra cui Silvio Mondinelli, Angelo Giovanetti, Simone La Terra, Gerlinde Kaltenbrunner, Edurne Pasaban, Iván Vallejo[14] (5º ottomila).
- 2008 - K2 (8.611 m) - Raggiunge la vetta il 1º agosto (6º ottomila).
- 2010 - Lhotse (8.516  m) - Rinuncia a quota 7.991 m per problemi ai piedi.
- 2012 - Dhaulagiri I (8.167  m), senza raggiungere la vetta.
- 2012 - Manaslu (8.163  m) - Raggiunge la vetta, in coppia con lo sherpa Pasang (7º ottomila).
- 2013 - Lhotse (8.516  m) - Il 21 maggio raggiunge la cima alle ore 9:00 del mattino (8º ottomila).
- 2014 - Kangchenjunga (8.586 m) - Rinuncia a circa 200 metri dalla vetta per problemi ai piedi. La spedizione era composta da Emrik Favre, François Cazzanelli, Marco Camandona e Franco Nicolini; l'unico a raggiungere la vetta è Camandona, domenica 18 maggio.
- 2015 - Dhaulagiri I (8.167 m) - Dopo aver raggiunto il campo base, rinuncia a causa del terremoto del Nepal del 2015.[15]
- 2016 - Makalu, con Marco Camandona[16] il 23 maggio (9º ottomila).
- 2017 - Dhaulagiri (8.167 m) - In vetta con Mario Casanova il 20 maggio (10º ottomila).
- 2018 - Kangchenjunga (8.586 m) - A poche centinaia di metri dalla cima, rinuncia all'ascesa per il troppo freddo.
- 2019 - Gasherbrum II (8.035 m) - Spedizione con Don Bowie, Sergi Mingote, Ali Durani e altri alpinisti polacchi. Raggiunge la vetta senza ossigeno il 18 luglio 2019. Dal 20 al 22 Luglio coordina dal campo base le operazioni di soccorso dell'alpinista Francesco Cassardo, caduto per 500 metri mentre scendeva dalla vetta del Gasherbrum VII (11º ottomila).
- 2022 - Kangchenjunga (8.586 m) - Dichiara di aver raggiunto la vetta al terzo tentativo il 5 maggio (12° ottomila), anche se permangono dubbi.[17] L'agenzia “Seven Summits” non conferma il raggiungimento di vetta da parte del proprio cliente e non lo menziona tra gli alpinisti che hanno raggiunto la cima in quel giorno. Anche lo sherpa che accompagnava Confortola conferma il mancato raggiungimento della vetta da parte del suo cliente.[18]
- 2022 - Nanga Parbat (8.126 m) - Rinuncia all'ascesa il 9 luglio a causa delle alte temperature e dell'alto rischio valanghe.
- 2023 - Nanga Parbat (8.126 m) - Rinuncia alla vetta a causa delle condizioni meteo, come da lui stesso ammesso in data 10 luglio 2023[19]
- 2025 - Gasherbrum I (8080m) - Raggiunge la vetta il 20 luglio (12º ottomila)

## Pubblicazioni
- Marco Confortola, Giorni di Ghiaccio. Agosto 2008. La tragedia del K2, Milano, Baldini Castoldi Dalai editore, 2009, ISBN 978-88-6073-600-0.
- Marco Confortola, Ricominciare., Dalai editore, 2011, ISBN 978-88-6620-238-7.
- Marco Confortola, Cacciatore di ottomila, Hoepli, 2018
- Marco Confortola, Le lezioni della montagna, Sperling & Kupfer, 1A Edizione Gennaio 2021. ISBN 978-88-200-6851-6
- Marco Confortola, Oltre la cima. Cosa ci insegna la montagna in un mondo che cambia, Sperling & Kupfer, 1ª edizione maggio 2024. ISBN 978-88-200-7980-2

## Giochi da tavolo
L'alpinista ha anche co-prodotto tre giochi da tavolo ispirati alla montagna:
- La Sfida agli 8000 (2017): un gioco che porta i partecipanti sulle montagne più alte della Terra, mettendo alla prova le loro conoscenze e abilità nell’affrontare le sfide dell’alta quota.[20]

- 8000 The Mountain Game (2020): un gioco educativo che mira a insegnare nozioni sull’ambiente montano, le aree protette e la sicurezza in montagna, offrendo al contempo un’esperienza di svago.[21]

- Il Gioco del Parco (2023): ambientato nel Parco Nazionale dello Stelvio, questo gioco sfida i partecipanti a dimostrare la loro conoscenza della storia, geografia, flora e fauna del parco, nonché dei comportamenti da tenere in montagna.[22]